# Ahmed Sékou Touré

Ahmed Sékou Touré (1982)

Ahmed Sékou Touré (* 9. Januar 1922 in Faranah, Guinea; † 26. März 1984 in Cleveland, USA) war von 1958 bis zu seinem Tod der erste Präsident Guineas nach dessen Unabhängigkeit.

## Leben
Touré wurde als Sohn eines islamischen Malinke-Bauern und einer Malinke-Frau geboren, seine Mutter war eine Enkelin von Almamy Samory Touré. Nach dem frühen Besuch einer Koranschule besuchte er ein Jahr die französische Technikschule in Conakry. 1937 wurde er von der Schule verwiesen, nachdem er einen Hungerstreik organisiert hatte. Um seine sekundäre schulische Ausbildung trotz Schulverweis zu vervollständigen, belegte er bis 1941 Fernkurse, die per Briefwechsel funktionierten. Er arbeitete in verschiedenen Berufen, bevor er 1941 schließlich seine Prüfung bestand und bei PTT (Postes, Télégraphes et Téléphones) arbeitete. Er bildete sich autodidaktisch weiter, gründete 1945 die SPTT (Syndicat des Postes, Télégraphes et Téléphones, die Gewerkschaft der Post und Telekommunikationsarbeiter, die erste Gewerkschaft in Französisch-Guinea) und wurde 1946 deren erster Generalsekretär. 
1946 war er Mitbegründer der Partei Rassemblement Démocratique Africain (RDA) von Félix Houphouët-Boigny, aus der 1947 in Guinea die antikoloniale Parti Démocratique de Guinée (PDG) hervorging. 1948 wurde er Vorsitzender der Konföderation der Arbeiter Guineas, der guineischen Abteilung der kommunistischen französischen Gewerkschaft Confédération générale du travail (CGT).
Er wurde 1956 Abgeordneter für Guinea in der französischen Nationalversammlung und Bürgermeister von Conakry. Als Guinea bei den Territorialwahlen die Semi-Autonomie erreichte und die PDG stärkste politische Kraft wurde, übernahm Touré die Vizepräsidentschaft der Territorialversammlung. Mit der Ausrufung der Unabhängigkeit am 2. Oktober 1958 wurde Sékou Touré Präsident des neuen Staates. Aus diesem Jahr stammt sein Ausspruch gegen das Referendum des französischen Präsidenten Charles de Gaulle: « Nous préférons la liberté dans la pauvreté à la richesse dans l’esclavage » („Wir ziehen Armut in Freiheit einem Reichtum in der Sklaverei vor“).
Der Rückzug jeglicher finanzieller und administrativer Unterstützung durch Frankreich veranlasste Touré, sich der Sowjetunion zuzuwenden. Er verfestigte die Herrschaft der Einheitspartei PDG. Touré trat in den folgenden Jahren für einen panafrikanischen Sozialismus ein. Er gewährte Befreiungsbewegungen im südlichen Afrika beträchtliche Unterstützung, ebenso wie der PAIGC (Partido Africano da Independência da Guiné e Cabo Verde), der afrikanischen Befreiungsbewegung gegen die portugiesische Herrschaft im benachbarten Guinea-Bissau.
Sékou Touré war mit dem ghanaischen Präsidenten Kwame Nkrumah befreundet, den er bewunderte und dessen politische Philosophie er teilte. Nachdem Nkrumah durch einen Militärputsch im Februar 1966 gestürzt worden war, bot Touré ihm Asyl in Guinea und erklärte ihn zum Ehrenpräsidenten.
Als überzeugter Panafrikanist organisierte Sékou Touré im Mai 1959 die Ghana-Guinea-Mali Union. 
Er war im Mai 1963 einer der Gründer der Organisation für Afrikanische Einheit.
Während seiner fast drei Jahrzehnte währenden Herrschaft als Syli (‚großer Elefant‘) errichtete er eine Diktatur, unter der tausende politisch missliebige Menschen gefoltert und ermordet wurden. Das Land Guinea verzeichnete in dieser Zeit mindestens zwei Millionen Flüchtlinge. Trotz üppiger Ernten und zahlreicher Bodenschätze herrschte Unterernährung. Gegen Ende seiner Amtszeit wurde er ab 1980 durch die zunehmenden Proteste gezwungen, seine Innenpolitik zu verändern. Außenpolitisch versuchte er, durch eine Zuwendung zum Westen wieder Wirtschaftshilfen für sein Land zu erlangen. 
Während der Regierungszeit von Giscard d’Estaing (Mai 1974 bis Mai 1981) gelang ihm eine Versöhnung mit Frankreich. Sékou Touré bereiste er andere afrikanische Länder und trat erfolgreich als Vermittler auf. Giscard besuchte Guinea im Jahr 1978.
Sékou Touré starb am 26. März 1984 während einer Herzoperation in Cleveland (Ohio, USA).
Er hinterließ seine Frau Andrée Touré und seinen Sohn Mohamed Touré.

## Politisches Werk
Zweifellos beeinflusste Sékou Tourés Zeit als Mitglied der französischen kommunistisch-orientierten CGT maßgeblich seine politischen Ansichten. Er verbrachte außerdem Zeit beispielsweise in Gewerkschaftsseminaren in Prag. Er selbst gab zu, „es wäre absurd zu bestreiten, dass ich eine große Anzahl an Mao Tse-tungs Schriften, zusätzlich zu denen aller großen marxistischen Philosophen, gelesen habe“. Bekannt für seine langen lebhaften Reden, hinterließ Sékou Touré ein reichhaltiges Werk gesammelter Reden und anderer politischen Schriften, welches auf Französisch 28 Bände (auf Englisch 25) umfasst, sowie theoretische Schriften.
Viele Akademiker wie Lapido Adamolekun und Yves Bénot haben beobachtet, dass sich Sékou Touré nicht nur weigerte, Guinea auf einen deutlichen Weg zum Sozialismus zu lenken, sondern gewollt die Rolle von Ideologie in der Errichtung einer neuen Gesellschaft herunterspielte. In seinen Augen initiierte Guinea eine Revolution, die spezifisch afrikanisch war, außerhalb eines ideologischen Bezugsrahmens, und sich hartnäckig dagegen wehrte, zwischen Kapitalismus und Sozialismus zu entscheiden. Für Touré war die Hauptfunktion von Ideologie die Mobilisierung der Massen für die politische und wirtschaftliche Entwicklung Guineas. Erst auf dem achten Nationalen Kongress der PDG 1967 steuerte Touré Guinea offiziell auf den Weg zum Sozialismus: „Die fundamentale Option der Demokratischen Partei Guineas ist die Errichtung einer sozialistischen Gesellschaft […] Wir müssen uns darüber im Klaren sein: Wir haben uns auf Sozialismus festgelegt. Das ist ein unwiderruflicher Fakt.“ Sékou Tourés sozialistische Konzeption entstammt deutlich der orthodoxen Definition von wissenschaftlichem Sozialismus: „Sozialismus […] findet Ausdruck in der effektiven Ausübung von politischer, wirtschaftlicher und kultureller Macht durch die Arbeiterklasse.“ Ähnlich wie Nkrumah ist Touré vielseitig in seiner generellen Wahl von Ideologie, spezifisch seiner Konzeption von Marxismus, den er mehr als Mittel, das an bestimmte Situationen angepasst werden kann, und weniger als Endzweck betrachtete.

## Ehrungen
- 1959: Sonderstufe des Großkreuzes des Verdienstordens der Bundesrepublik Deutschland